# Фиолетов, Николай Николаевич
Никола́й Никола́евич Фиоле́тов (1 декабря 1891, Ерзовка, Саратовская губерния — 8 марта 1943, Антибесская, Кемеровская область) — российский юрист и богослов, специалист в области канонического права и христианской апологетики. Профессор, декан юридического факультета Пермского университета.

## Биография
Родился в селе Ерзовка (Царицынский уезд, Саратовская губерния) в семье священника Николая Константиновича Фиолетова.
Окончил Камышинское духовное училище (1904), учился в Саратовской духовной семинарии, которую покинул в знак солидарности с исключёнными семинаристами. Окончил Царицынскую гимназию с серебряной медалью (1908), юридический факультет Московского университета (1913; удостоен золотой медали за сочинение о применении канонического права в Средние века), был учеником Евгения Трубецкого. Оставлен при университете для подготовки к профессорскому званию.
С 1915 года член коллегии присяжных поверенных, Московского религиозно-философского общества памяти Вл. Соловьёва и Московского комитета помощи беженцам. С 1916 года магистр богословия.
С января 1917 года — приват-доцент по кафедре церковного права юридического факультета Московского университета, с мая и. д. экстраординарного профессора церковного права юридического факультета Пермского университета, член партии народных социалистов.
В 1917—1918 гг. — член Поместного собора Православной российской церкви (самый молодой), участвовал во всех трёх сессиях, товарищ председателя Юридического совещания при Соборном Совете, секретарь VI, член II, IV, XVII Отделов.
В 1918 году обвенчался с дочерью ректора Пермского университета К. Д. Покровского филологом Людмилой Константиновной (позже — жена юриста А. Н. Круглевского). После развода обвенчан в 1923 году с Надеждой Юрьевной Крупнянской (получила образование на философском отделении Высших женских курсов, преподаватель русского языка, автор работы о кумранских рукописях, мемуарист).
С 1918 года — профессор теории права и истории политических учений Пермского университета (в период, когда преподавание церковного права было отменено). В период 1 октября 1918 по март 1919 гг. — декан юридического факультета Пермского университета.
В 1919 году был юрисконсультом при управлении делами Верховного правителя (А. В. Колчака) и Совета министров, затем директором Второго Департамента Главного Управления по делам вероисповеданий в составе Совета министров Российского правительства в 1919 году.
В 1919—1920 гг. вместе с университетом находился в эвакуации в Томске (преподавательская работа в Томском университете), весной 1920 года занимался в Томске и в Иркутске вопросами реэвакуации подразделений Пермского университета в Пермь и был в Томске избран преподавательским составом временно исполняющим обязанности ректора (затем передал полномочия ректору, назначенному народным комиссариатом просвещения).
В 1921—1922 — профессор, заместитель декана факультета общественных наук Пермского университета.
В 1922—1924 гг. — профессор теории права и истории политических учений факультета общественных наук Саратовского университета, заместитель декана факультета. Вёл спецкурс по теории применения права. Участвовал в деятельности студенческого христианского кружка.
В 1924—1931 гг. — профессор Среднеазиатского государственного университета, участник работы университетского философского общества, где защищал православную точку зрения. Поддерживал связи с православными архиереями — владыками Арсением (Стадницким), Никандром (Феноменовым), Лукой (Войно-Ясенецким). Был близко знаком с архимандритом, будущим епископом Вениамином (Троицким).
В 1931 был учёным секретарём Таджикского научно-исследовательского института. В апреле 1931 года арестован, обвинён в голосовании против партийного кандидата на должность на факультете, в контрреволюционном влиянии на молодежь, в связях с церковными кругами. Находился в заключении в Сталинабаде, затем в Ташкенте. В октябре 1931 года был освобождён до вынесения приговора.
В январе 1932 года приговорён к трём годам ссылки в Новосибирск, где работал экономистом в планово-экономическом секторе Западно-Сибирского крайкомхоза.
В 1933 году был переведён в Томск, где в апреле-июле находился под арестом по обвинению в подготовке японской интервенции.
В 1934 году был освобождён из ссылки, работал преподавателем истории средних веков кафедры всеобщей истории Курского педагогического института. Посещал православный храм, был уволен из института без права на восстановление «за протаскивание на лекциях буржуазной идеологии» (за ношение православного крестика). Позднее формулировка была изменена, но преподавать в высших учебных заведениях Фиолетову на штатной основе так и не разрешили.
С 1935 года жил в Калинине, первоначально работал статистиком, затем зарабатывал статьями для журналов и Большой советской энциклопедии и преподавательской деятельностью по договорам, месяцами был без работы. В этот период трудился над богословским трудом «Очерки христианской апологетики».
В 1939—1940 гг. преподавал историю в техникуме в деревне Высоковская (Московская область). В 1940—1941 гг. преподавал историю в школе в Солнечногорске.
25 июня 1941 года был арестован по обвинению «принадлежности к тайной церкви, симпатии к фашизму», отправлен в Омск, где в 1942 приговорён к 10 годам лишения свободы.
В 1942—1943 находился в Мариинских лагерях (Мариинский район, Кемеровская область), в конце жизни был переведён в инвалидный лагерь на станции Антибес, где скончался 8 марта 1943 года от пеллагры, развившейся на почве крайнего истощения.

## Взгляды на церковные проблемы
Н. Ю. Фиолетова вспоминала, что в период гражданской войны 

дружеские отношения завязались у него с католиками и протестантами, обращавшимися к нему за содействием в том или ином деле. Н. Н. и тогда уже был чужд конфессиональной замкнутости; он полагал, что наступает время, когда все силы духа должны сплотиться перед угрозой надвигающегося атеизма, отрицательным началам противопоставить положительное мировоззрение. Для него таким мировоззрением было христианство, как религия, утверждающая жизнь.

Негативно относился к обновленческому движению в Русской церкви; в то же время его реакция на разделения внутри патриаршей церкви носила более сложный характер. В воспоминаниях Н. Ю. Фиолетовой приводится мнение её супруга о том, что в условиях советской власти для церкви 

равноправомерны два пути: путь Церковной акривии, которым шел митрополит Пётр, отвергнувший все компромиссы и принявший бремя мученичества, и путь икономии — приспособления к обстоятельствам ради сохранения целостности Церкви, ради возможности ежедневно совершать литургию, без чего народ одичает.

Однако позднее он уничтожил свою рукопись «Два пути», когда счёл, что митрополит Сергий (Страгородский), избравший путь икономии, зашёл слишком далеко в своих отношениях с властями.

Основным трудом профессора Фиолетова являются «Очерки христианской апологетики» (посмертно опубликованы в 1992), представляющие собой защиту и обоснование христианского вероучения. Считал, что православное вероучение согласуется с результатами научных исследований (в том числе с учением об эволюции), что 

большая часть нападок на христианство основана на искаженных представлениях о нем, извращениях его, и восстановление истинного смысла христианского вероучения является лучшим ответом на них.

## Данные о пребывании в лагере
В воспоминаниях Н. Ю. Фиолетовой содержатся данные о последнем периоде жизни её супруга, известном ей по его письмам из лагеря: 

Он то и дело пишет в своих письмах о многообразных недугах, которые подтачивали его здоровье: о болезни ног — ноги распухли, на них появились раны, и он почти не мог ходить; о постоянном расстройстве желудка типа колита, о каких-то дефектах в деятельности сердца, о каком-то заболевании в бронхах. Слабость была такая, что не только сидеть, но и лежать было трудно. Внешне он сильно изменился, похудел, прежними остались только глаза. Стал совсем «старичком», как его называли товарищи по несчастью, и он долго не мог привыкнуть к обращению «дедушка» (ведь ему исполнился только 51 год). Но духом он был бодр, не унывал и еще больше укреплялся в своей вере и в своем мировоззрении. Каждое событие в своей жизни, как и само пребывание в лагере, он воспринимал не как случайность, а как совершающуюся над ним волю Божию. «Если думать глубже и объективнее, — пишет он в одном из своих писем, — а не с личной обывательской колокольни, то не приходится бесплодно роптать или жаловаться на свою судьбу. Все имеет свой смысл, и эта мысль облегчает все трудности».

## Труды
- Общественная философия Влад. Соловьёва // Труды университета им. Шанявского. — 1915
- Рецепция (принятие) как источник церковного правообразования // Юридический вестник. — 1917. — № 1.
- Празднование общественного воскресения; Церковная реформа // Утро России. — 1917. 1 апреля. — № 85; 9 июня. — № 141;
- Церковь в обновленной России. — М., 1917;
- Государство и Церковь. — М., 1917;
- Церковь и Учредительное собрание; Восстановление патриаршества // Оренбургский церковно-общественный вестник. — 1917. — № 46, 50;
- Проблема отношений Церкви и государства в современном православном церковном сознании // Сб. статей Пермского университета. — Пермь, 1918;
- Большевики и Церковь // Тобольские Епархиальные ведомости. — 1919. — № 6;
- Представительство Церкви; Церковная реформа // Русское дело. — 1919. № 9, 11 (Белая гвардия. 2008. № 10. С. 47, 52);
- Каноническое право // Энциклопедия государства и права. — Вып. 3;
- Церковно-политические учения // Энциклопедия государства и права. — Вып. 6;
- Союз Советских Социалистических Республик, автономные республики и области. — Саратов, 1923;
- Церковь и государство по советскому праву. Ч. 1-2. — Саратов, 1923—1924;
- К характеристике социально-политических воззрений Н. Г. Чернышевского // Ученые записки Саратовского гос. ун-та. — 1924. — Вып. 4;
- Вакуфное право в средне-азиатских советских республиках // Советское право. — 1926. — № 2;
- Основные вопросы советского брачного права и новый кодекс законов о браке и семье УзСРР. — Ташкент, 1929;
- Борьба с пережитками феодального (шариатного и адатного) права в истории среднеазиатских советских республик[5]
- Задачи христианской апологетики; Из курса лекций; Основные вопросы современной христианской апологетики // ЖМП. — 1991. — № 8-9, 11;
- Очерки христианской апологетики. — М., 1992